# Outlander (4.ª temporada)
A quarta temporada da série Outlander, foi renovada em 1 de junho de 2016, e estreou em 27 de novembro de 2018 no canal Starz. Esta temporada é baseada no enredo do livro Drums of Autumn (1997), quarto romance da série literária de Diana Gabaldon. Claire (Caitriona Balfe) e Jamie (Sam Heughan) tentam construir uma vida juntos no rústico e perigoso interior da Carolina do Norte. Ao longo do caminho, eles encontram o notório pirata e contrabandista Stephen Bonnet (Ed Speleers), que acaba causando problemas a família Fraser.
A quarta temporada tem uma pontuação de 71 em 100 no Metacritic, com base em 6 revisões, indicando "revisões geralmente favoráveis". O Rotten Tomatoes reporta uma classificação de 88% com uma classificação média de 7.01 / 10 com base em 11 avaliações. O consenso do site diz: "O romance épico de Outlander se instala em uma violenta quarta temporada, plantando sua bandeira na fronteira americana enquanto adota temas mais sombrios".

## Elenco

### Elenco principal
- Caitriona Balfe como Claire Fraser
- Sam Heughan como Jamie Fraser
- Sophie Skelton como Brianna Randall
- Richard Rankin como Roger Wakefield
- Ed Speleers como Stephen Bonnet
- Maria Doyle Kennedy como Jocasta Cameron
- Colin McFarlane como Ulysses
- David Berry como Lorde John Grey
- Duncan Lacroix como Murtagh Fraser
- John Bell como Jovem Ian Murray
- Billy Boyd como Gerald Forbes
- Caitlin O'Ryan como Lizzie Wemyss
- Natalie Simpson como Phaedre
- César Domboy como Fergus Fraser
- Lauren Lyle como Marsali Fraser
- Steven Cree como Ian Murray
- Nell Hudson como Laoghaire MacKenzie
- Tantoo Cardinal como Adawehi
- Tobias Menzies como Frank Randall

### Elenco de apoio
- Keith Fleming como Lesley
- James Allenby-Kirk como Hayes
- Tim Downie como Governador William Tryon
- Grant Stott como Capitão Freeman
- Leon Herbert como Eutroclus
- Rainer Sellien como Baron Penzler
- Chris Donald como Phillip Wylie
- Ainsley Jordan como Judith Wylie
- Graeme Stirling como Sr. Stanhope
- Geoffrey Newland como Sr. Lillington
- Peter Collins como Sergento Heyns
- James Ringer Beck como Griswold
- James Barriscale como Farquard Campbell
- Craig McGinlay como MacNeill
- Lee Boardman como Tenente Wolff
- Brian Ferguson como Lucius Gordon
- Cameron Jack como Overseer Byrnes
- Gerry Kielty como Kyl
- Jerome Holder como Rufus
- Joel Okocha como Thomas
- Mercy Ojelade como Mary
- Kyle Rees como John Quincy Myers
- Iona Claire como Fiona Graham
- Ciaron Kelly como Ernie
- Kirsty Stuart como Ceilidh Caller
- Trevor Carroll como Otter Tooth
- Colin Michael Carmichael como Peter
- Flint Eagle como Tskili Yona
- Simona Brown como Gayle
- Will Strongheart como Tawodi
- Wesley French como Chief Nawohali
- Crystle Lightning como Giduhwa
- Urs Rechn como Gerhard Mueller
- Nicola Ransom como Rosewitha Mueller
- David Christopher Roth como Tommy Mueller
- Marie Hacke como Petronella Mueller
- Oliver Finnegan como Lord William Ransom
- Layla Burns como Joan MacKimmie
- Gemma Fray como Brianna (criança)
- Elysia Welch como Morag
- Martin Donaghy como Bryan Cranna
- Edwin Flay como John Gillette
- Samuel Collings como Edmund Fanning
- Melanie Gray como Margaret Tryon
- Simon Harrison como George Washington
- Elizabeth Appleby como Martha Washington
- Edward Fulton como Tavern Keeper
- Braeden Clarke como Kaheroton
- Gregory Dominic Odjig como Satehoronies
- Carmen Moore como Wahkatiiosta
- Tom Jackson como Tehwahsehwkwe
- Yan Tual como Padre Alexandre Ferigault

## Produção
Em agosto de 2017, Moore disse que, para a quarta temporada, os locais na Escócia serviram para ser a América do século 18, e algumas montanhas e rios da Carolina do Norte seriam recriados usando locais no Leste Europeu. A produção para a quarta temporada foi concluída na Escócia até 5 de julho de 2018. Em outubro de 2017, dois papéis da quarta temporada foram anunciados. Maria Doyle Kennedy foi escalada como tia de Jamie, Jocasta, e Ed Speleers como Stephen Bonnet, um pirata e contrabandista irlandês. Colin McFarlane foi escolhido para fazer o mordomo escravo de Jocasta, Ulysses, e foi anunciado em janeiro de 2018.

## Episódios
| N.º na série | N.º na temp. | Título                                                   | Dirigido por       | Escrito por                       | Exibição original      | Audiência (milhões) |
| --- | ------------ | -------------------------------------------------------- | ------------------ | --------------------------------- | ---------------------- | ------------------- |
| 43 | 1            | "America the Beautiful" "(América Bonita)" (BR)          | Julian Holmes      | Matthew B. Roberts e Toni Graphia | 4 de novembro de 2018  | 1.08                |
| Na Carolina do Norte, Jamie e Claire planejam vender as jóias Geillis para pagar a viagem de navio veleiro de todos para a Escócia. Eles são forçados a ajudar na fuga de um ladrão chamado Stephen Bonnet, que fugiu de sua execução, e então decidem ficar na América para começar uma nova vida; Lesley (o amigo de Jamie de Ardsmuir), o jovem Ian, Fergus e Marsali, que se revela estar grávida, decidem ficar também. No caminho para visitar a tia de Jamie, ele, Claire e Jovem Ian são atacados e roubados por Bonnet e sua gangue de bandidos piratas. Bonnet rouba as jóias e o anel de casamento de Claire que Jamie havia lhe dado e depois mata Lesley. |              |                                                          |                    |                                   |                        |                     |
| 44 | 2            | "Do No Harm" "(Não Faça Mal)" (BR)                       | Julian Holmes      | Karen Campbell                    | 11 de novembro de 2018 | 0.87                |
| Jamie, Claire e Jovem Ian chegam a River Run, a propriedade da tia materna de Jamie, Jocasta MacKenzie Cameron. Claire está desconfortável que Jocasta tenha escravos, e quando ela nomeia Jamie como seu herdeiro, ele revela sua intenção de libertar os escravos de alguma maneira. O amigo de Jocasta, Farquard, tenta convencê-lo da futilidade dessa tentativa. Um escravo negro ataca um supervisor de escravo branco; Claire e Jamie salvam o escravo gravemente ferido de sua execução iminente, mas uma multidão enfurecida exige que ele seja entregue à tortura e posteriormente o execute. Forçada a obedecer, Claire, a pedido de Jamie, o sacrifica primeiro para que ele não sofra. |              |                                                          |                    |                                   |                        |                     |
| 45 | 3            | "The False Bride" "(A Noiva Falsa)" (BR)                 | Ben Bolt           | Jennifer Yale                     | 18 de novembro de 2018 | 0.86                |
| Para decepção de Jocasta, Jamie, Claire e Jovem Ian decidem deixar River Run e fazer suas próprias vidas em outro lugar. Claire acidentalmente se separa de Jaime e é perdida na floresta durante uma tempestade, e ficar sozinha encontra um crânio humano e vê o fantasma de um índio. Ela e Jamie seguem trilhas misteriosas que os levam de volta a ficarem juntos. Claire observa os obturações de prata nos dentes do crânio, o que significa que o falecido também viajou no tempo. Eles chegam a um pedaço de terra com uma bela vista e decidem se estabelecer lá, Jamie garante que o local será chamado de "Fraser's Ridge". Enquanto isso, em 1970, Roger viaja para os Estados Unidos para conhecer Brianna e os dois viajam juntos para um festival escocês na Carolina do Norte. Ele propõe casamento a ela, ela fica surpresa, mas recusa a proposta, alegando que não está pronta para começar uma vida juntos, os dois brigam e não se falam mais. |              |                                                          |                    |                                   |                        |                     |
| 46 | 4            | "Common Ground" "(Terreno Comum)" (BR)                   | Ben Bolt           | Joy Blake                         | 25 de novembro de 2018 | 0.96                |
| Aceitando a oferta de terras do governador Tryon, Jamie, Claire e Jovem Ian começam a construir uma casa em Fraser's Ridge. Eles são assediados por um grupo de guerreiros Cherokees que reivindicam a terra e por um animal selvagem, que Claire assume ser um urso. Jamie é atacado pelo suposto urso e o mata, eventualmente descobrindo que ele é um Cherokee disfarçado que foi banido pela tribo. Ele e a tribo Cherokee concordam em viver juntos em paz. Enquanto isso, em 1971, na Inglaterra, Roger descobre documentos de Jamie e Claire na Carolina do Norte e telefona para Brianna para dizer que seus pais estão reunidos, o que a faz feliz. Mais tarde, Roger descobre que Jamie e Claire morrem quando a casa que eles constroem queima alguns anos depois que Jamie recebe a terra e decide não contar a Brianna. Eventualmente, Roger descobre que Brianna, sem dizer a ele, viajou para a Escócia para "visitar sua mãe". |              |                                                          |                    |                                   |                        |                     |
| 47 | 5            | "Savages" "(Selvagens)" (BR)                             | Denise Di Novi     | Bronwyn Garrity                   | 2 de dezembro de 2018  | 0.96                |
| Claire ajuda no parto de uma jovem chamada Petronella Mueller e em troca de sua ajuda, eles chamam a bebê de Klara. Alguns dias depois, Claire descobre que Petronella, seu cunhado Tommy e o bebê Klara morreram de sarampo. Acreditando que sua família foi amaldiçoada pelos índios Cherokee, o pai desesperado de Petronella, Gerhard Mueller, mata e esfola Adawehi, a mulher curandeira amiga Cherokee de Claire, em vingança. Os índios Cherokee retaliam, matando Gerhard e sua esposa e queimando sua casa. Enquanto isso, Jamie se reúne com seu padrinho Murtagh, que agora é ferreiro em Wilmington. Em 1971, Roger segue Brianna até Inverness, onde ela atravessou as pedras para avisar seus pais que algo ruim está prestes a acontecer com eles. |              |                                                          |                    |                                   |                        |                     |
| 48 | 6            | "Blood of My Blood" "(Sangue do Meu Sangue)" (BR)        | Denise Di Novi     | Shaina Fewell                     | 9 de dezembro de 2018  | 1.04                |
| Lorde John Gray chega a Fraser's Ridge com o jovem William. Murtaugh descobre que William é filho de Jamie, mas concorda em manter o segredo. Jamie leva William para caçar e pescar na floresta, enquanto Claire cuida e tenta curar John, que contraiu sarampo. John revela para Claire que sempre foi apaixonado por Jamie, e que mesmo tenha sido casado com Isabel, nunca esqueceu de Jamie. William irritou os índios Cherokee ao capturar um peixe em sua terra, e Jamie está disposto a sacrificar-se para proteger o garoto; eventualmente, os Cherokee partem ao ver a coragem de William depois que ele oferece sua vida por Jamie. John se recupera, e Jamie sente remorso quando vê William sair. Naquela mesma noite, Jamie apresenta a Claire um novo anel de prata, forjado por Murtagh, com a inscrição "Me dê mil beijos". |              |                                                          |                    |                                   |                        |                     |
| 49 | 7            | "Down the Rabbit Hole" "(A Toca do Coelho)" (BR)         | Jennifer Getzinger | Shannon Goss                      | 16 de dezembro de 2018 | 1.12                |
| Brianna atravessa as pedras na Escócia, torce o tornozelo e cai no frio até ser encontrada e recebida por Laoghaire. Roger segue Brianna através das pedras e se junta à tripulação do navio de Stephen Bonnet para encontrar Brianna na América. Em flashbacks, Brianna se lembra dos dias antes da morte de Frank, e também é revelado que antes dela morrer, Frank tinha conhecimento do obituário da morte de Claire e Jamie na Carolina do Norte. Laoghaire descobre que Brianna é filha de Claire e Jamie, e fica furiosa, deixando-a trancada em seu quarto. A filha de Laoghaire, Joanie, ajuda Brianna a escapar e a leva a Lallybroch antes que Laoghaire possa tê-la presa como uma bruxa. Em Lallybroch, Ian reconhece Brianna como filha de Jamie e lhe dá dinheiro para viajar de navio veleiro para ver seus pais e lhe dá roupas que eram de Claire. Durante a viagem, Roger tenta ajudar seu ancestral, Morag MacKenzie, mas isso só ganha a inimizade de Bonnet. Um homem implora a Brianna que contrate sua filha, Lizzie Wemyss, como empregada doméstica, para que ela possa escapar para a América. Brianna, vendo o amor do pai pela filha, lembra-se de Frank e concorda em contratá-la, depois compra dois bilhetes de navio veleiro para a Carolina do Norte para as duas. |              |                                                          |                    |                                   |                        |                     |
| 50 | 8            | "Wilmington" "(Wilmington)" (BR)                         | Jennifer Getzinger | Luke Schelhaas                    | 23 de dezembro de 2018 | 0.91                |
| Brianna perde a virgindade com Roger depois que eles se reencontram em Wilmington e depois concorda em se casar com ele, mas logo descobre que ele sabia que seus pais iriam morrer e não lhe disse, então ela fica com raiva e se afasta dele. Enquanto isso, Claire e Jamie são convidados pelo governador Tryon para assistir a uma peça e os dois assistem. No teatro, Claire fica chocada e fascinada por conhecer George Washington pessoalmente, o pai da pátria americana, enquanto o governador Tryon diz a Jamie que ele tem um espião infiltrado no grupo de reguladores liderados por Murtagh e confia nele seu plano de emboscá-los na mesma noite em que tentam roubar o cobrador de impostos. Claire é forçada a realizar uma cirurgia de emergência para remover uma hérnia de um homem importante chamado Edmund Fanning, enquanto Jamie aproveita a distração e secretamente envia Fergus para alertar Murtagh da emboscada e do espião. Ao voltar para a pousada onde está hospedada com Lizzie, Brianna conhece Stephen Bonnet e descobre que ela tem em seu poder o anel de sua mãe, ela se oferece para comprá-lo em troca de dinheiro, mas Bonnet afirma que, em troca, ele quer "algo mais" e brutalmente a estupra. No final, Brianna, chocada e traumatizada, sobe lentamente as escadas para voltar ao quarto. |              |                                                          |                    |                                   |                        |                     |
| 51 | 9            | "The Birds & The Bees" "(Os Pássaros e as Abelhas)" (BR) | David Moore        | Matthew B. Roberts & Toni Graphia | 30 de dezembro de 2018 | 1.01                |
| Brianna conhece Jamie e se reencontra com Claire em Wilmington e depois eles vão para Fraser's Ridge junto com Lizzie. Roger é forçado a continuar acompanhando a tripulação de Stephen Bonnet pelo restante de sua jornada para a Filadélfia, mas está determinado a retornar a Brianna. No Fraser's Ridge, Claire suspeita que Brianna está grávida e a confronta, Brianna admite e também diz que ela foi estuprada em Wilmington (embora ela não diga que foi por Bonnet) e mais tarde Claire diz a Jamie sobre isso. Roger está perto de chegar a Fraser's Ridge, mas está perdido, e é visto à distância por Lizzie, que acredita ser o estuprador de Brianna, e corre para informar Jamie. Jaime espanca Roger e manda Jovem Ian desaparecer com Roger. Claire encontra entre os pertences de Brianna o anel que lhe foi roubado e percebe que Stephen Bonnet é o estuprador de Brianna. |              |                                                          |                    |                                   |                        |                     |
| 52 | 10           | "The Deep Heart's Core" "(O Coração Profundo)" (BR)      | David Moore        | Luke Schelhaas                    | 6 de janeiro de 2019   | 1.16                |
| Roger vira um prisioneiro dos índios Mohawke, e é conduzido por eles para Nova York, ele promete escapar e voltar para Brianna. Enquanto isso, Brianna descobre o que Jamie fez e percebe que, devido à identificação errada de Lizzie, ele bateu em Roger e não no verdadeiro estuprador. O jovem Ian revela que vendeu Roger aos índios Mohawk em troca de um amuleto. Jamie discute com Brianna e fica furioso quando descobre que o verdadeiro estuprador é Stephen Bonnet. Jamie, Claire e Jovem Ian partem para recuperar Roger, enquanto Murtagh leva Brianna e Lizzie para a propriedade de Jocasta em River Run, para que ambas estejam seguras. Durante a jornada, Roger consegue escapar dos índios na floresta e encontra uma pedra gigante semelhante à de Craigh na Dun, que acaba sendo um portal para viagens no tempo. O episódio termina com Roger estendendo a mão para tocar a pedra. |              |                                                          |                    |                                   |                        |                     |
| 53 | 11           | "If Not For Hope" "(Se Não Fosse Pela Esperança)" (BR)   | Mairzee Souls      | Shaina Fewell e Bronwyn Garrity   | 13 de janeiro de 2019  | 1.27                |
| Roger decidiu ficar no passado e foi recapturado pelos Mohawks. Em River Run, Jocasta organiza um jantar que inclui vários homens solteiros com a intenção de serem maridos em potencial para Brianna. Lorde John chega e descobre que Brianna está grávida, e mais tarde ela o espia fazendo sexo com outro convidado, o juiz Alderdyce. Sabendo que outro convidado chamado Gerald Forbes planeja propor a ela, Brianna pede a John em casamento, acreditando que ela estará segura com ele. Ele se recusa a dizer que não pode se casar com ela por ser filha de seu amigo Jamie, Brianna tenta chantageá-lo dizendo que, se ele não se casar com ela, vai contar a todos o que viu na noite anterior. John se enfurece e fica ofendido. Brianna pede desculpas, assegurando que ela tentou chantageá-lo porque estava desesperada e confessa que nunca havia contado a ninguém o que viu, pois sabe que ele é uma boa pessoa. John aceita as desculpas de Brianna, mas ainda recusa a proposta. Enquanto isso, Jamie, Claire e Jovem Ian localizam Roger, Jamie confessa a Claire que se sente culpado por bater em Roger e pelas coisas difíceis que disse a Brianna. Mais tarde, John sente pena de Brianna, devido à situação pela qual ela passa, e concorda em se casar com ela. |              |                                                          |                    |                                   |                        |                     |
| 54 | 12           | "Providence" "(Providência)" (BR)                        | Mairzee Souls      | Karen Campbell                    | 20 de janeiro de 2019  | 1.27                |
| Fergus planeja com Marsali tirar Murtagh da prisão em Wilmington, enquanto Brianna insiste em que John a leve para confrontar Stephen Bonnet, que foi capturado e está preso na mesma prisão. Ela confronta Bonnet e o perdoa, embora jure que seu bebê nunca saberá que ele existia. Um Roger gravemente ferido conhece o padre Alexandre Ferigault, outro prisioneiro que viveu entre os Mohawks e teve um filho com um deles, Johiehon, mas devido ao seu pecado, ele se sentiu indigno de batizar o bebê. Alexandre é torturado, mas ainda insiste em não realizar o ritual, e finalmente é submetido à dolorosa morte de ser amarrado a uma estaca e queimado lentamente por três dias até que o corpo finalmente desista e morra. O plano de Fergus é bem sucedido e, usando as chaves de um guarda, ele consegue libertar Murtagh, embora, para sua surpresa, dentro da prisão, ambos se encontrem durante sua fuga com Brianna e John. Fergus e Murtagh mandam Brianna e John embora, para que não se envolvam e depois escapam da prisão, que é destruída por explosivos para encobrir sua fuga. Antes da prisão explodir, Bonnet consegue pegar o conjunto de chaves do guarda que havia sido deixado no chão. Roger consegue escapar, mas ao ouvir os gritos de dor do padre Alexandre, ele decide voltar e, vendo-o sofrendo de pé sobre as brasas, decide tirá-lo de seu sofrimento jogando um barril de uísque em direção à fogueira, o barril atinge alguns troncos em chamas e causa um incêndio, as chamas envolvem o corpo de Alexandre e ele é queimado até a morte em segundos. Johiehon deixa seu bebê no chão, se junta a Alexandre nas chamas e também morre. Roger é recapturado uma segunda vez. |              |                                                          |                    |                                   |                        |                     |
| 55 | 13           | "Man of Worth" "(Homem de Valor)" (BR)                   | Stephen Woolfenden | Toni Graphia                      | 27 de janeiro de 2019  | 1.45                |
| Brianna dá à luz um menino em River Run. Jamie, Claire e Jovem Ian chegam ao assentamento Mohawk na província de Nova York, mas os nativos ficam alarmados com o pingente de pedra que Claire está usando e mandam os Frasers embora. Um grupo de Mohawk veio ao acampamento de Jamie e Claire em busca da pedra, que pertencia a um ex-membro de sua tribo que havia profetizado a destruição dos Mohawks. Claire havia determinado anteriormente pelo crânio que o homem também era um viajante do tempo. Os Frasers convencem o grupo a ajudá-los a libertar Roger. Eles são pegos na tentativa, mas finalmente o jovem Ian se oferece como um substituto para Roger. Na viagem de volta à Carolina do Norte, Claire conta a Roger sobre o estupro e gravidez de Brianna, dando a ele a chance de decidir se ele pode criar um filho que talvez não seja dele. Brianna fica arrasada quando Claire e Jamie retornam a River Run sozinhos, mas Roger aparece antes de partirem para Fraser's Ridge e declara seu amor por Brianna. Jamie recebe uma carta do governador Tryon dizendo a ele para encontrar e matar o líder dos Reguladores: Murtagh. |              |                                                          |                    |                                   |                        |                     |